# Glagolnik
Glagolnik /gerundij/ je izglagolski samostalnik, ki pomeni dejanje, stanje, dogajanje, zaznavanje ali spreminjanje. Tvori se iz nedovršnikov. Spada med neosebne glagolske oblike. Glagolnike, tako kot druge samostalnike, sklanjamo.

## Primeri
| Glagol  | Glagolnik |
| ------- | --------- |
| sedeti  | sedenje   |
| brisati | brisanje  |
| hoditi  | hoja      |